# Paragomphus serrulatus
Paragomphus serrulatus is een echte libel (Anisoptera) uit de familie van de rombouten (Gomphidae).
De wetenschappelijke naam van de soort werd in 1898 als Lindenia serrulata gepubliceerd door Ferdinand Anton Franz Karsch.

## Synoniemen
- Mesogomphus bredoi Schouteden, 1934
- Paragomphus longiventris Fraser, 1955
- Paragomphus xanthus Pinhey, 1966